# Neostorena venatoria
Espèce
Neostorena venatoria est une espèce d'araignées aranéomorphes de la famille des Zodariidae.

## Distribution
Cette espèce est endémique du Victoria en Australie. Elle se rencontre dans les monts Dandenong

## Description
La femelle décrite par Jocqué en 1991 mesure 18,0 mm.

## Publication originale
- Rainbow, 1914 : A new Victorian araneiad. Australian Zoologist, vol. 1, no 1, p. 21-23 (texte intégral).